# Флаг Вистинского сельского поселения
Флаг муниципального образования «Ви́стинское сельское поселение» Кингисеппского муниципального района Ленинградской области Российской Федерации — опознавательно-правовой знак, служащий официальным символом муниципального образования.
Флаг утверждён 12 августа 2010 года и внесён в Государственный геральдический регистр Российской Федерации с присвоением регистрационного номера 6286.

## Описание
«Флаг муниципального образования „Вистинское сельское поселение“ Кингисеппского муниципального района Ленинградской области представляет собой прямоугольное полотнище с отношением ширины флага к длине — 2:3, воспроизводящее композицию герба муниципального образования „Вистинское сельское поселение“ Кингисеппского муниципального района Ленинградской области в жёлтом, красном и голубом цветах».
Геральдическое описание герба гласит: «В золотом поле повышенная червлёная (красная) летящая вправо птица (сойка), держащая в лапах бусы, сложенные из лазоревых (синих, голубых) вырубных равноконечных прямых крестов, уменьшающихся от нижнего к верхнему».

## Символика
Вся территория муниципального образования располагается на Сойкинском полуострове, вдоль побережья Лужской губы Финского залива. Раньше располагающиеся здесь деревни входили в состав Сойкинского сельского совета и волости. Теперь название «Сойкинское» заменено на «Вистинское».
Здешнее население многонационально. Особенностью края является самое большое компактное проживание народности ижора. По их имени основную часть нынешней Ленинградской области в древности называли Ижорской землёй, или Ингерманландией. В середине XIX века в Сойкинском приходе проживало 3717 ижор в 32 деревнях. Сегодня их в Вистинском сельском поселении проживает только триста с лишним.
Сойка — гласное указание на созвучие с наименованием полуострова — Сойкинский. С другой стороны, птица в языческие времена — почитаемое существо у древних ижор. Кроме того, сойка символизирует местную природу, а также устремлённость в будущее.
Бусы, сложенные из равноконечных прямых крестов, уменьшающихся от нижнему к верхнему — напоминание о духовной культуре ижор, являвшихся в старину преобладающей частью населения Сойкинского полуострова. В Вистино действует Ижорский музей.
Лазурь, золото и червлень — цвета Ижорского флага, а также геральдические цвета герба Ингерманландии XVII века.
Красный цвет (червлень) — это символ труда, жизнеутверждающей силы, праздника, красоты, солнца и тепла. Летящая сойка как бы озарена червленью (красным) восходящими утренними лучами Солнца.
Голубой цвет (лазурь) — честность, верность, безупречность, красота, мир, возвышенные устремления. Цвет вод Финского залива и мирного безоблачного неба. Напоминает о том, что в старину жизнь значительной части местных ижор была связана с морем, с ловлей рыбы в Финском заливе.
Жёлтый цвет (золото) — постоянство, прочность, знатность, справедливость, верность, благодать, солнечный свет. Напоминает золотой песчаный берег и песчаное дно побережья Финского залива.